# 인천당하중학교
인천당하중학교(仁川堂下中學校)는 대한민국 인천광역시 서구 당하동에 있는 공립 중학교이다.

## 학교 연혁
- 2006년 1월 2일 : 인천당하중학교 설립 인가(36학급)
- 2006년 3월 1일 : 초대 손순희 교장 취임
- 2013년 4월 15일 : 2013학년도 인천시교육청 지정 논술토론 중심학교 선정
- 2014년 3월 2일 : 2014학년도 효체험 중심학교, 영어교육 중심학교 선정
- 2015년 2월 6일 : 2015학년도 인천광역시교육청 연구학교 지정(학생 평가)
- 2018년 3월 1일 : 상담망 구축정책 연구학교 운영
- 2022년 1월 5일 : 제14회 졸업식
- 2023년 3월 1일 : 제7대 손태기 교장 취임

## 참고 자료
- 인천당하중학교 - 한국교육학술정보원 학교알리미